# Itame coortaria
Itame coortaria là một loài bướm đêm trong họ Geometridae.